# Tetragnatha zhaoi
Tetragnatha zhaoi este o specie de păianjeni din genul Tetragnatha, familia Tetragnathidae, descrisă de Zhu, Song și Zhang în anul 2003. Conform Catalogue of Life specia Tetragnatha zhaoi nu are subspecii cunoscute.